# Attentat (film)
Attentat er en dansk film fra 1980.
- Manuskript Poul-Henrik Trampe efter egen roman.
- Instruktion Bent Christensen.

Blandt de medvirkende kan nævnes:
- Jesper Langberg
- Lise Schrøder
- Paul Hagen
- Bent Mejding
- Tommy Kenter
- Claus Strandberg
- Søren Steen
- Susanne Breuning
- Anne-Lise Gabold
- Jørn Faurschou
- Poul Glargaard
- Jessie Rindom
- Lisbet Dahl
- Jan Hertz
- Hanne Jørna
- Flemming Dyjak
- Kjeld Løfting